# (5181) SURF
(5181) SURF es un asteroide perteneciente a la familia de Herta en el cinturón de asteroides, descubierto el 7 de abril de 1989 por Eleanor F. Helin desde el Observatorio del Monte Palomar, Estados Unidos.

## Designación y nombre
Designado provisionalmente como 1989 GO. Fue nombrado SURF en homenaje a al "programa de becas de investigación de verano en Caltech" (Caltech's Summer Undergraduate Research Fellowship-SURF), iniciado en el año 1979 por el profesor de ingeniería química, Frederick H. Shair. El propósito de SURF es fomentar la interacción colegial entre un patrocinador de la investigación - facultad de Caltech y personal técnico de JPL - y estudiantes de pregrado en torno a un problema de investigación de interés mutuo. Este tributo presta especial atención a los estudiantes de SURF que han participado en descubrimientos de asteroides y programas de observación física en JPL. El programa SURF ofrece una experiencia de aprendizaje práctico para los estudiantes y un papel de mentor-desafiante para los patrocinadores de la investigación.

## Características orbitales
SURF está situado a una distancia media del Sol de 2,408 ua, pudiendo alejarse hasta 2,736 ua y acercarse hasta 2,081 ua. Su excentricidad es 0,136 y la inclinación orbital 3,150 grados. Emplea 1365,56 días en completar una órbita alrededor del Sol.

## Características físicas
La magnitud absoluta de SURF es 13,5. Tiene 6 km de diámetro y su albedo se estima en 0,237.